# Soual
Soual – miejscowość i gmina we Francji, w regionie Oksytania, w departamencie Tarn.
Według danych na rok 1990 gminę zamieszkiwało 1990 osób, a gęstość zaludnienia wynosiła 140 osób/km² (wśród 3020 gmin regionu Midi-Pireneje Soual plasuje się na 185. miejscu pod względem liczby ludności, natomiast pod względem powierzchni na miejscu 810.).